# Les Gardiennes
Les Gardiennes è un film del 2017 di produzione internazionale diretto da Xavier Beauvois.

## Trama
Nella campagna limosina durante la prima guerra mondiale, quando gli uomini sono al fronte, il lavoro delle fattorie viene portato avanti dalle donne. La storia si focalizza sulla famiglia Paridier, capitanata dall’energica capo famiglia Hortense, che tiene le redini in tutto ciò che riguarda l’agricoltura, l’allevamento e l’amministrazione. La presenza del marito, l’anziano Constant, rimane in ombra non avendo molta forza per contribuire al lavoro quotidiano.  Ogni tanto i figli, Georges e Henry, o il genero Clovis, tornando in licenza per qualche giorno contribuiscono ad alleggerire minimamente la fatica delle donne. Per un aiuto determinante Hortense assume una giovane e bella orfana, Francine, bella nel corpo e nell’anima. Sistemando la camera assegnatagli Francine come prima cosa appende il crocifisso che portava con sé. La sua fede non è alienata dal desiderio femminile e quindi aprirà le porte al desiderio maschile di Georges, a cui si abbandona e nei felici rapporti fisici resterà incinta. La fattoria è frequentata per motivi di commercio da soldati americani di stanza in Francia, uno di questi molesta Francine in modo stupido e superficiale, e la ragazza, offesa, vista in quell'attimo da Georges mentre sua madre l'accompagnava con la carrozza alla stazione per raggiungere di nuovo il fronte, da vittima passa a colpevole agli occhi di Hortense, che la scaccia dalla fattoria, e del figlio che non risponderà più alle lettere d’amore chiarificatrici che Francine invierà al fronte. Francine offesa rifiuta la lettera di raccomandazione che Hortense le propone. Il bambino nasce con l’aiuto della nuova famiglia, una donna con una bambina e un marito al fronte, che perirà, come viene annunciato dalla persona addetta all'incombenza di informare le famiglie della morte di un congiunto in guerra. Francine è intensamente presente in questa nuova situazione affrontando in stato di gravidanza il nuovo duro lavoro di carbonaia e restando amorevolmente accanto alla bambina, allontanandola un po', ad esempio, nel momento in cui la madre è disperata per la notizia della morte del marito. Il bambino di Francine nasce, Hortense viene a saperlo ma non si muove dalla decisione presa, brucia nel camino l’ultima implorante lettera  di Francine.  Neanche il disprezzo di Georges, il figlio sopravvissuto insieme al marito della figlia Solange, Clovis, si tempera tornati dalla guerra. Mentre sono a tavola i componenti della famiglia di Hortense parlano in motivo conflittuale sulla spartizione dei beni. Nell'ultima scena si ode la voce di Francine che canta accompagnata da due esperti musicisti a un ballo popolare, voce che arriva prima dell’immagine, riconoscibile dallo spettatore in quanto è la stessa con cui ella cantava la ninna nanna alla bambina o durante le faccende.